# Lužianky
Lužianky (bis 1948 slowakisch Šarlužky-Kajsa, ungarisch Sarlókajsza) ist eine Gemeinde in der Westslowakei. Sie liegt im Donautiefland am Zusammenfluss von Radošinka und Nitra, 8 km von Nitra entfernt.

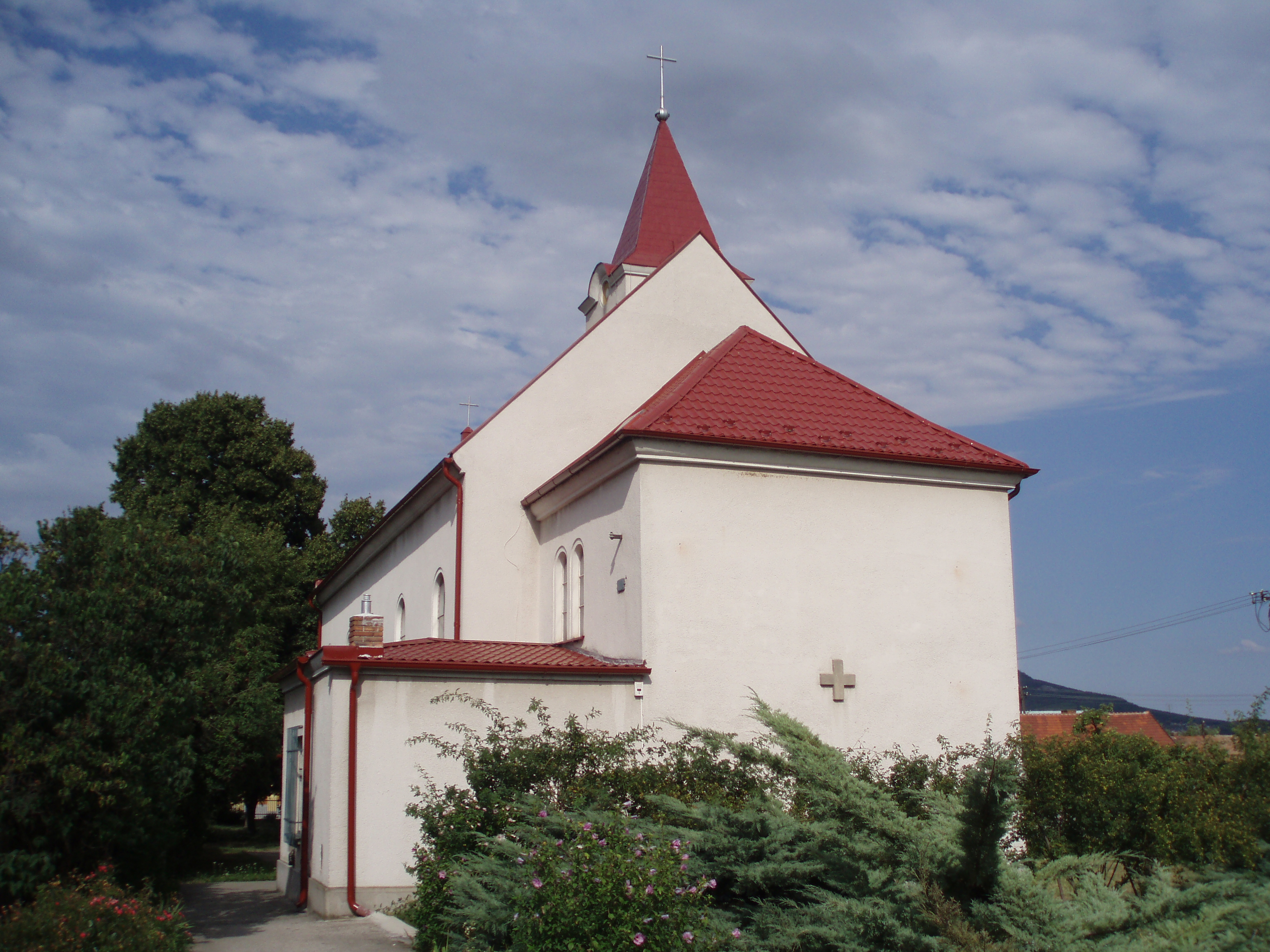
Kirche in Lužianky

Die heutige Gemeinde entstand 1895 durch den Zusammenschluss der zwei Orte Šarlušky (ungarisch Sarluska; erste Erwähnung 1113 als Sorlou) und Kajsa (ungarisch Kajsza; erste Erwähnung als Kaysza).
Von 1976 bis zum 30. Juni 1993 war die Gemeinde in die südöstlich gelegenen Stadt Nitra eingemeindet.
Der Ort besitzt einen Bahnhof an der Bahnstrecke Nové Zámky–Prievidza.

## Bevölkerung
| Jahr                | 1994 | 2004    | 2014     | 2024     |
| ------------------- | ---- | ------- | -------- | -------- |
| Anzahl der Personen | 2374 | 2536    | 2890     | 3456     |
| Unterschied         |      | +6,82 % | +13,95 % | +19,58 % |

| Jahr                | 2023 | 2024    |
| ------------------- | ---- | ------- |
| Anzahl der Personen | 3338 | 3456    |
| Unterschied         |      | +3,53 % |